# Kalagi
Kalagi  este un oraș  în  diviziunea Western, Gambia.